# الکساندرا پیسولا
الکساندرا پیسولا (لهستانی: Aleksandra Pisula؛ زادهٔ ۱۲ سپتامبر ۱۹۸۸) بازیگر اهل لهستان است.
از فیلم‌ها یا مجموعه‌های تلویزیونی که وی در آن‌ها نقش داشته‌است، می‌توان به کارگزار من، یولیا، سلطان، اوشیتسکا، صد سال خاندان وینیخ، همه دوستان من مرده‌اند، پدر متیو، فرابنفش، دختران جنگ، من یک قاتلم و سیاره مجرد اشاره نمود.